# Белан, Василий Никитич

Васи́лий Ники́тич Бела́н  (18 января 1932 года, деревня Орловка (ныне Марьяновский район, Омская область) — 12 июня 2002 года, там же) — омский художник, акварелист, график, член Союза художников СССР, «художник-шестидесятник».

## Биография
Василий Никитич родился 18 января 1932 года в деревне Орловка Марьяновского района Омской области. В 1951 — 1956 годах учился в Рязанском художественном училище, которое окончил с отличием. Педагоги: В. Е. Куракин, Б. П. Кузнецов, П. И. Будкин. В 1956 — 1958 занимался преподаванием рисования и черчения в средних школах города Омска. Затем 6 лет работал в Художественно-промышленных мастерских Омского отделения художественного фонда РСФСР, с 1962 года сотрудничал с Омским книжным издательством. В 1961 году стал кандидатом в члены Союза художников СССР, а с 1967 года членом Союза художников СССР, неоднократно избирался членом правления Омского филиала Союза художников.
Василий Никитич Белан умер 12 июня 2002 года. Похоронен на Северо-Восточном кладбище Омска.

## Творчество
Еще в юношеском возрасте, в конце 1940-х годов Василий Белан предпринимал попытки иллюстрировать книги. Первыми проиллюстрированными «для себя» произведениями стали книги Толстого, Тургенева, «Ревизор» Гоголя. Юношеское увлечение и предопределило будущую профессию. Василий работал в различных графических техниках, но основными были тушь, фломастер, акварель. Работал в жанрах пейзажа и натюрморта, книжной графики, прикладной графики.
Являясь дизайнером при Омском отделении Союза художников выполнил для него большое количество макетов каталогов, буклетов, афиш, пригласительных билетов, другой прикладной продукции. Творческий архив Белана В. Н. по печатной продукции хранится в городском музее «Искусство Омска». Во время работы с Омским книжным издательством проиллюстрировал шестнадцать книг, среди которых была работа над иллюстрациями книги «Записки из Мертвого дома» Ф. Достоевского, которая принесла ему славу книжного графика.
«Василий Никитич был, по сути, первым дизайнером, который работал с издательствами, — рассказывает директор музея „Искусство Омска“ Лариса Тимкова. — Это была редкая для того времени специальность, профессия, это была творческая ручная работа, которая была сродни произведению искусства».
«Книжная и прикладная графика В. Н. Белана является составной неотъемлемой частью живой культурной практики города Омска.» пишет о художнике кандидат философских наук, доцент кафедры «Дизайн, реклама и технологии полиграфического производства» Чирков Владимир Федорович.
Произведения находятся в музеях Омска (ООМИИ им. М. А. Врубеля, ОГМК музее, ГМИО, Литературном музее им. Ф. М. Достоевского), приобретались Дирекцией Художественных выставок, Министерством культуры РСФСР. Считается «художником-шестидесятником», входит в список "Видные деятели культуры и искусства Омской области".

## Творческие дачи
Творческая дача «Дзинтари им. К. А. Коровина» (1962); Крым (1986).

## Творческие поездки
На целинные земли Омской области (1960); в составе группы художников-акварелистов СССР «По Карелии», Петрозаводск, Москва (1969); Омск-Салехард (1969); «Донбасс индустриальный», Жданов, Москва (1970); Дальний Восток (1971); творческая командировка СХ СССР «По Северу» (1972); «Акварель на Кольской земле», Мурманск, Москва (1973); «На Тюменском меридиане», Тюмень, Москва (1975); Алтай (1981).

## Основные работы
Циклы:
- «По Карелии». 1969 год.
- «Заполярный Урал».
- «Донбасс индустриальный».
- «Дальний Восток».
- «На Кольской земле».

Работы:
- Оленья упряжка. 1975. Бумага, акварель. 56х59.
- Ждановский коксохимкомбинат. 1970. Бумага, акварель. 55х56. ООМИИ им. М. А. Врубеля.
- Вечер в деревне. 1980. Бумага, акварель. 54,5х60,5. ООМИИ им. М. А. Врубеля.
- На реке Оми. 1963. Бумага, акварель. 37,8х45,3. ООМИИ им. М. А. Врубеля.
- Прошлогодние стога. 1984. Бумага, акварель. 45х45.
- Кемский погост. 1969. Бумага, акварель. 54х68. ООМИИ им. М. А. Врубеля.

## Выставки
Персональные:
- 1982 г. — Персональная юбилейная выставка. Дом художника, Омск.
- 1992 г. — Персональная юбилейная выставка. Дом художника, Омск.
- 2001 г. — Персональная выставка «Пути-дороги». ООМИИ им. М. А. Врубеля, Омск[10].
- 2003 г. — Персональная выставка «Проверено временем»: Василий Белан. Живопись. Графика 50-70 гг. ГМИО, Омск.
- 2003 г. — Персональная выставка. Омская государственная областная научная библиотека им. А. С. Пушкина, Омск.
- 2005 г. — Персональная выставка живописных этюдов «Не уходящая натура», Омск.
- 2008 г. — Персональная выставка «Графика. Миниатюра». Либеров-центр, Омск.
- 2012 г. — Персональная выставка-воспоминание «Прикладная графика и акварель Василия Белана», музей "Искусство Омска", Омск[6].
- 2012 г. — Персональная выставка-воспоминание «Памяти художника В. Н. Белана», "Музей Кондратия Белого", Омск[11].

- 1966 г. — Выставка этюдов художников Омского отделения ХФ РСФСР. Дом художника. Омск.
- 1964 г. — I зональная художественная тематическая выставка «Сибирь социалистическая». Новосибирск.
- 1964 г. — Групповая выставка художников Бережного Н., Белана В., Слободина М., Чермошенцева А. ООМИИ, Омск.
- 1964 г. — Отчетная выставка художников-акварелистов СХ СССР «На Кольской земле». Мурманск.
- 1965 г. — Передвижная выставка «Художники Сибири». Новосибирск, Томск.
- 1965 г. — I Всесоюзная выставка акварели. Москва.
- 1966 г. — Выставка художников в честь 250-летия города Омска. Дом художника. Омск.
- 1967 г. — II зональная выставка «Сибирь социалистическая», посвященная 50-летию Советской власти. Омск.
- 1968 г. — Областная выставка омских художников «Ленинскому комсомолу посвящается». Дом художника. Омск.
- 1968 г. — Областная художественная выставка «Художники — Октябрю». Дом художника. Омск.
- 1968 г. — Групповая выставка произведений омских художников. Черновцы.
- 1969 г. — Республиканская выставка «Графики Сибири». Москва.
- 1969 г. — Выставка новых работ художников-акварелистов «По Карелии». Москва, Петрозаводск.
- 1969 г. — III зональная выставка «Сибирь социалистическая» (к 100-летию со дня рождения В. И. Ленина). Красноярск.
- 1970 г. — Областная выставка произведений омских художников, посвященная 100-летию со дня рождения В. И. Ленина. Дом художника. Омск.
- 1970 г. — Отчетная выставка художников-акварелистов СССР «Донбасс индустриальный». Донецк.
- 1971 г. — Выставка всесоюзной акварельной группы «По Дальнему Востоку и Сахалину». Владивосток.
- 1972 г. — Выставка всесоюзной акварельной группы «По Дальнему Востоку и Сахалину». Москва.
- 1972 г. — III Всесоюзная выставка акварели. Ленинград.
- 1973 г. — Юбилейная выставка, посвященная 40-летию Омской организации СХ и ХПМ. Дом художника. Омск.
- 1974 г. — Зарубежная выставка «Советские художники в Монголии». Монголия.
- 1974 г. — Зарубежная выставка «Художники Омска». Пешт . Венгрия.
- 1974 г. — Выставка «Художники — целине», посвященная 20-летию освоения целинных и залежных земель. Дом актера. Омск.
- 1975 г. — Зарубежная выставка «Советские художники в Монголии». Монголия.
- 1975 г. — IV-я зональная выставка «Сибирь социалистическая». Томск.
- 1975 г. — Областная выставка, посвященная 30-летеию Победы над фашистской Германией. Дом художника. Омск.
- 1977 г. — Областная выставка произведений омских художников, посвященная 60-летеию Великого Октября. Дом художника. Омск.
- 1979 г. — Областная выставка произведений омских художников, посвященная 60-летию освобождения города Омска от колчаковщины. Дом художника. Омск.
- 1980 г. — V зональная выставка «Сибирь социалистическая». Барнаул.
- 1981 г. — VI Всесоюзная выставка акварели. Москва.
- 1982 г. — Юбилейная выставка произведений омских художников «Омская земля» (50 лет организации). Москва, Ленинград.
- 1982 г. — Юбилейная выставка произведений омских художников «Омская земля» (50 лет организации). Дом художника. Омск.
- 1982 г. — Дар омских художников колхозу «Родина» станицы Казанской Краснодарского края. Казанская.
- 1983 г. — Республиканская выставка «Нивы Алтая». Москва, Барнаул.
- 1983 г. — III Всероссийская выставка «Рисунок и акварель». Ленинград.
- 1984 г. — «Современная советская графика и скульптура». ООМИИ. Омск.
- 1984 г. — Выставка произведений омских художников «Омская земля». Дом художника. Омск.
- 1984 г. — Выставка произведений омских художников «Омск и омичи». Дом художника. Омск.
- 1984 г. — Выставка, посвященная 60-летию ООМИИ. Дом художника. Омск.
- 1984 г. — Выставка произведений омских художников «Хлеб омской земли», посвященная 30-летию освоения целины. Дом художника. Омск.
- 1985 г. — VI зональная выставка «Сибирь социалистическая». Кемерово.
- 1985 г. — Областная выставка, посвященная 40-летию Победы над Германией, «Омичи в труде и бою». Дом художника. Омск.
- 1986 г. — Выставка произведений омских художников «Слава труду», посвященная XXVII съезду КПСС. Дом художника. Омск.
- 1986 г. — Областная выставка произведений омских художников «Художник и город», посвященная 270-летию основания города Омска. Дом художника. Омск.
- 1986 г. — Выставка «Рубежи жизни Родины». ООМИИ. Омск.
- 1987 г. — Областная выставка произведений омских художников «Художники — Октябрю», посвященная 70-летию Великого Октября. Дом художника. Омск.
- 1987 г. — Зарубежная выставка омских художников в Области Пешт . Рисунок. Акварель. Эстамп. Венгрия.
- 1990 г. — Выставка «Экология». ООМИИ. Омск.
- 1991 г. — VII-я зональная выставка «Сибирь». Красноярск.
- 1993 г. — Зарубежная выставка российских художников во Франции.
- 1996 г. — Выставка «Над рекою Тишиной…», посвященная 280-летию Омска. ГМИО. Омск.
- 1997 г. — Выставка «Союз нерушимый. 50-е годы». Дом художника. Омск.
- 1998 г. — Выставка «Омская акварель». Дом художника. Омск.
- 1998 г. — Выставка «ЗДЕСЬ». Дом художника, ГМИО. Омск.
- 1999 г. — Выставка «Певец любви, певец моей печали…», посвященная 200-летию со дня рождения А. С. Пушкина. ООМИИ им. М. А. Врубеля. Омск.
- 1999 г. — Выставка «Экспонаты, подаренные Вами…». ООМИИ им. М. А. Врубеля. Омск.
- 2000 г. — Выставка «2000 лет от Рождества Христова». Дом художника. Омск.
- 2001 г. — Выставка «Место и Время», посвященная 10-летию ГМИО. ГМИО. Омск.
- 2001 г. — Выставка «Сто стогов». Дом художника. Омск.
- 2001 г. — Выставка «Омск. Пространство Достоевского». Дом художника. Омск.
- 2002 г. — I Всероссийская выставка акварели. Курган.
- 2002 г. — Выставка «Омский Союз художников в контрастах эпохи». К 70-летию образования Омской организации СХ России. ООМИИ им. М. А. Врубеля. Омск.
- 2002 г. — Выставка «Бабушкина ёлка». ГМИО. Омск.
- 2007 г. — Выставка «Художники Омского Прииртышья», посвященная 75-летию Омского отделения Союза художников. ООМИИ им. М. А. Врубеля. Омск.
- 2007 г. — Выставка «Вид из окна», посвященная 50-летию омского Дома художника. Дом художника. Омск.
- 2015 г. — выставка «Весна такая разная…», Омск[7].

## Семья
Дочь Дарья Белан является театральным художником, работает в театре "Арлекин".